# Ernst von Linsingen

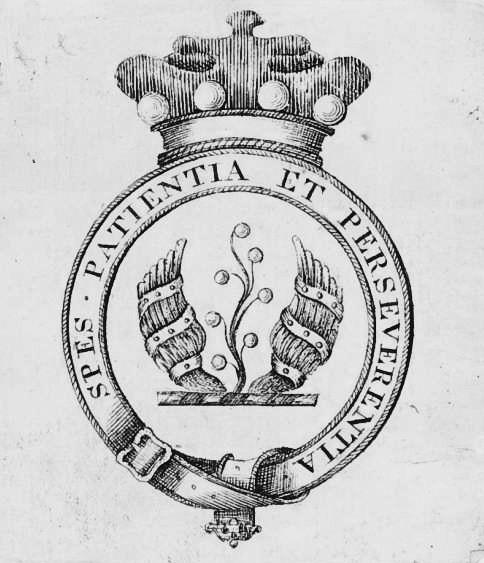
Exlibris des Ernst von Linsingen: die Helmzier derer von Linsingen: auf einem Helmwulst eine Linsenpflanze mit sieben Linsen zwischen einem Flug, jeder der beiden Flügel einwärts mit drei Bändern umwunden, darauf sieben (3, 3, 1) Linsen; das Ganze kreisförmig umschlossen von einem Gürtel, darauf die Devise: „SPES PATIENTIA ET PERSEVERENTIA“; der Gürtel bekrönt mit einer britischen Baronskrone

Ernst von Linsingen (* 21. Juli 1775 in Adenstedt; † 21. Juni 1853 in Hannover) war ein General der Kavallerie des Königreichs Hannover.

## Herkunft
Ernst von Linsingen war Sohn und eines von zehn Kindern des hannoverschen Generals Johann Wilhelm Freiherr von Linsingen zu Birkenfelde und Uder (1724–1795) und der Luise Antonie Schrader. Caroline von Linsingen war seine ältere Schwester. Für ihre angebliche heimliche Heirat mit Prinz William, dem Duke of Clarence, wird er als Zeuge genannt.

## Leben
Er trat 1795 als Kadett in das 9. leichte Dragoner-Regiment der Königin ein, das von dem Duke of Cumberland und späteren König Ernst August kommandiert wurde. Als Sekondeleutnant kämpfte er mit diesem Verband 1793/95 in den Niederlanden. Mit der Auflösung der kurhannoverschen Armee 1803 aufgrund der Konvention von Artlenburg begeisterte er sich sogleich für die Idee der King’s German Legion und wurde dort zunächst Rittmeister im 1. leichten Dragoner-Regiment, später im 1. Husaren-Regiment, wo er sich bei den Kämpfen auf der Iberischen Halbinsel bewährte. 1811 wurde er als Brigadeadjudant Stabsoffizier und wurde ab 1813 unter dem Duke of Cambridge, mit dem er seit Jugendzeiten in freundschaftlichem Umgang stand, in Nordwestdeutschland eingesetzt.
Linsingen organisierte die im Zuge der endenden Befreiungskriege neu aufzustellenden Reitereinheiten, aus denen später die neuen Reitertruppen des Königreichs Hannover hervorgingen und stieg in der hannoverschen Militärhierarchie kontinuierlich auf. König Ernst August ernannte ihn 1837 zum Generaladjudanten und Leiter der Militärangelegenheiten des Königreichs. 1845 wurde er als Kommandeur der 1. Kavallerie-Division wieder in den aktiven Truppendienst versetzt und ging 1848 gesundheitsbedingt in den Ruhestand.
Seine Tagebücher, Briefe und Aufzeichnungen bildeten eine wichtige Grundlage für die von dem irischen Militärhistoriker North Ludlow Beamish (1797–1872) verfasste Geschichte der King' German Legion.

## Familie
Er heiratete am 12. Oktober 1802 Emilie Viktoria Berhardine von Jeinsen (* 6. September 1776; † 27. Mai 1859). Das Paar hatte mehrere Kinder:
- Karl August (* 3. August 1803; † 30. Dezember 1899), Berghauptmann

⚭ 1833 Bertha Wilhelmine Frederike von Gruben (* 7. August 1807; † 24. März 1834)
⚭ 1841 Mathilde von Schwarzkopf (* 6. Februar 1813; † 4. August 1889)
- Bernhard Friedrich Wilhelm (* 17. Mai 1805; † 28. Mai 1883), Generalmajor und Chef des Kadettenkorps[3] ⚭ 1834 Mathilde Johanne Sara Virginia Meyer von Kronenberg (* 6. Mai 1815; † 15. Mai 1883)
- Wilhelm Friedrich Klaus (* 4. Februar 1815; † 7. Juni 1889) ⚭ 1842 mit Marie von Berlepsch (* 24. April 1814; † 28. Juni 1890). Eltern von Alexander von Linsingen
- Ernst Georg (1816–1848), preußischer Leutnant
- Adolf Friedrich Georg (* 25. Oktober 1819; † 28. März 1880) ⚭ Sophie Charlotte Johanne Hofmann (* 19. Juni 1838)
- Georgine Julie Marie Charlotte Albertine (* 1. Dezember 1821) ⚭ 1849 Ottomar von Reden († 20. April 1870), Oberstleutnant a. D.

## Auszeichnungen
- Guelphenorden (1815 Ritter, 1830 Commander, 1840 Großkreuz)